# Kloof van Rohan
De Kloof van Rohan (Engels: The Gap of Rohan) is een fictieve locatie in het werk van J.R.R. Tolkien over Midden-aarde.
De kloof ligt tussen de Nevelbergen en de Witte bergen. Hij dankt zijn naam aan zijn ligging, ten westen van het koninkrijk Rohan. Aan de noordelijke en zuidelijke punt van de kloof staan twee vestingen die de kloof bewaken. In het zuiden aan de Witte bergen ligt Helmsdiepte met als veste de Hoornburg en in het noorden aan de Nevelbergen ligt de ring van Isengard met als veste de Orthanc.
Het Reisgenootschap van de Ring wilde aanvankelijk via de kloof van Rohan naar Mordor reizen, maar dat lag te dicht bij Isengard, dat toen de basis was van de verdorven tovenaar Saruman.